# Clapham
Clapham és un barri del districte londinenc de Lambeth. Es troba a uns 6,5 km al sud-sud-oest de Charing Cross, Londres, Regne Unit. Segons el cens del 2011 comptava amb una població de 40,850 habitants.

## Transport
Clapham té tres estacions de metro, dues estacions de tren i una multitud de parades de bus que connecten el barri londinenc amb el centre de la ciutat.
Són dues les estacions del servei ferroviari London Overground:
- Clapham High Street .
- Wandsworth Road i Clapham Junction.

La Northern Line del Metro de Londres travessa Clapham i compta amb tres estacions:
- Clapham North (inaugurada amb el nom de Clapham Road el 1990).
- Clapham Common
- Clapham South

A més a més, Clapham compta amb nombroses parades d'autobús, entre les quals destaquen les del número 88. El recorregut d´aquesta línia d´autobús travessa de nord a sud la ciutat.

## Curiositats
Clapham va ser la seu d'una de les més importants societats abolicionistes de l'esclavitud, l'anomenada Secta de Clapham.